# Ganse (gastronomie)
Les ganses de Nice (occitan : li gansa nissardi) sont de petites pâtisseries de la famille des beignets, dont les cousines proches sont les merveilles du Sud-Ouest de la France. C'est originellement une spécialité culinaire du comté de Nice. Les ganses et la tourte de blettes sont les deux spécialités culinaires niçoises propres au Carnaval.

## Étymologie
Dans l'art des nœuds du matelotage, la ganse est le nom donné à une portion de cordage courbée, sans croisement ou chevauchement (on parlera alors plutôt d'œil ou de spire). Un nœud est dit gansé lorsque l'on fait revenir l'une des deux extrémités d'un nœud sur elle-même au travers du nœud sans la croiser avec une autre extrémité ou boucle.
Ces pâtisseries doivent donc leur nom au mot niçois « gansa » qui signifie ce nœud, en image de la forme donnée par les cuisinières.

## Histoire
L'origine des bugnes est très ancienne : il s'agissait déjà d'une spécialité dans la Rome antique qui se dégustait à l'époque du carnaval. En italien, on les appelle chiacchiere.

## Tradition
Généralement, elles sont produites entre le jour de l’an et Pâques; mais son pic de consommation se situe au moment du  carnaval de Nice.

## Recette
Les ganses sont en forme de losange roulé dans du sucre est une recette familiale. Elle se compose principalement de farine de blé, d’œufs, de beurre, de levure, de sucre; et de zeste de citron de Menton. Parfois il est également possible d’en trouver réalisées avec de la fleur d’oranger avec un visuel plus filiforme donnant sa pleine signification à son nom de ganse. La friture est effectuée dans un bain d’huile d’olive ce qui distingue les ganses des autres variétés de bugne.